# Pełczyn (województwo lubelskie)
Pełczyn – wieś w Polsce położona w województwie lubelskim, w powiecie świdnickim, w gminie Trawniki.
W latach 1975–1998 miejscowość położona była w województwie lubelskim.

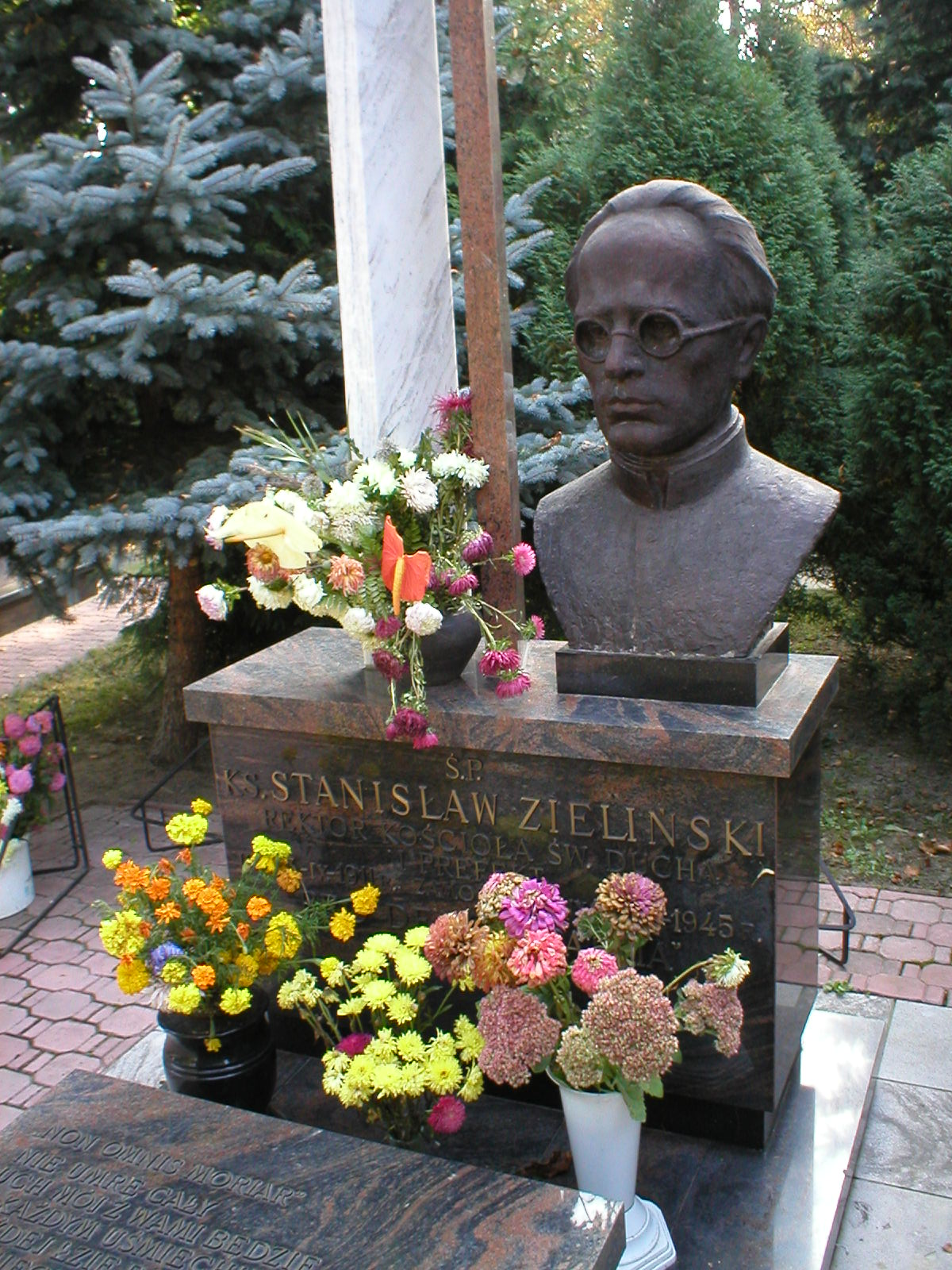
Nagrobek ks. Stanisława Zielińskiego przy kościele św. Ducha w Kraśniku

Wieś jest sołectwem w gminie Trawniki. Według Narodowego Spisu Powszechnego z roku 2011 wieś liczyła 543 mieszkańców.
Pełczyn położony jest nad rzeką Wieprz. Przez wieś biegnie droga krajowa nr  Lublin – Chełm. Zamieszkiwany jest przez 543 mieszkańców. W miejscowości znajduje się remiza OSP, Sala Królestwa miejscowego zboru Świadków Jehowy.
W Pełcznie urodził się ks. Stanisław Zieliński (1911-1945) – polski duchowny katolicki, społecznik, samorządowiec, kapelan Narodowych Sił Zbrojnych.